# Henry C. Deming

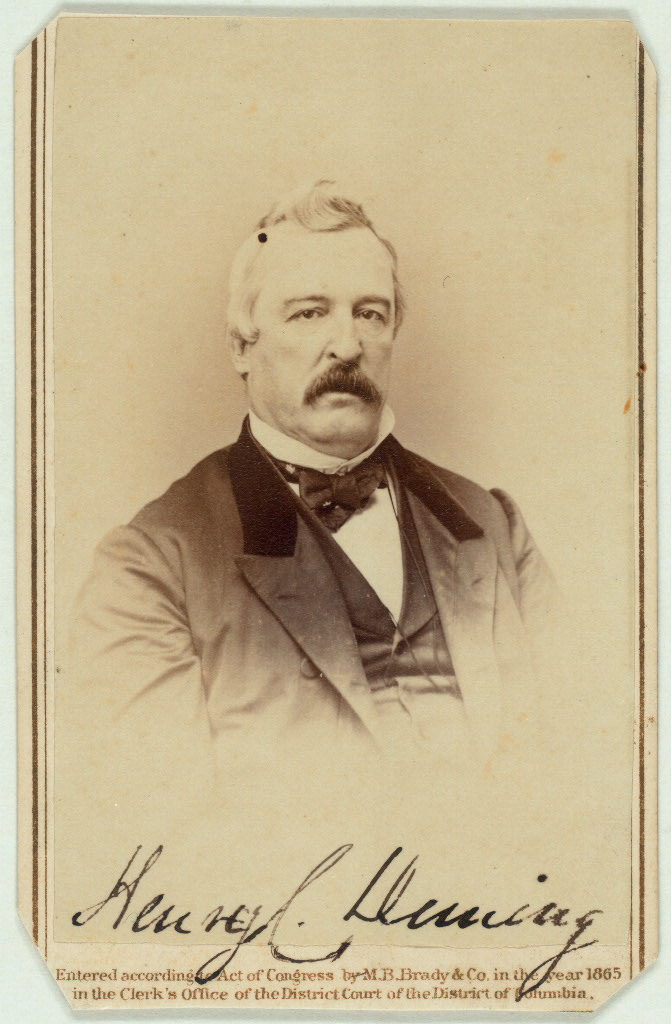
Henry C. Deming

Henry Champion Deming (* 23. Mai 1815 in Colchester, Connecticut; † 8. Oktober 1872 in Hartford, Connecticut) war ein US-amerikanischer Politiker. Zwischen 1863 und 1867 vertrat er den ersten Wahlbezirk des Bundesstaates Connecticut im US-Repräsentantenhaus.

## Leben
Nach einer guten Grundschulausbildung besuchte Henry Deming bis 1836 das Yale College. Nach einem Jurastudium an der juristischen Fakultät der Harvard University und seiner im Jahr 1839 erfolgten Zulassung als Rechtsanwalt begann er in New York City in seinem neuen Beruf zu arbeiten. In dieser Zeit beschäftigte er sich aber mehr mit literarischen Arbeiten. Im Jahr 1847 zog er nach Hartford, wo er eine politische Laufbahn einschlug.
In den Jahren 1849 und 1850 sowie zwischen 1859 und 1861 war er Abgeordneter im Repräsentantenhaus von Connecticut. In seinem letzten Jahr dort fungierte er als Präsident dieser Kammer. 1851 saß er auch im Staatssenat. Deming war von 1854 bis 1858 sowie nochmals zwischen 1860 und 1862 Bürgermeister von Hartford. Politisch war er Mitglied der Republikanischen Partei. Während des Bürgerkrieges war Deming seit September 1861 Oberst eines Regiments aus Connecticut. Nach der Einnahme der Stadt New Orleans durch die Unionstruppen wurde er zwischen Oktober 1862 und Februar 1863 Militärbürgermeister dieser Stadt. Danach schied er aus dem Militärdienst aus.
Bei den Kongresswahlen des Jahres 1862 wurde Deming, noch während seiner Militärzeit, im ersten Distrikt von Connecticut in das US-Repräsentantenhaus in Washington, D.C. gewählt, wo er am 4. März 1863 die Nachfolge von Dwight Loomis antrat. Nach einer Wiederwahl im Jahr 1864 konnte er bis zum 3. März 1867 zwei Legislaturperioden im Kongress absolvieren. Dort war er Vorsitzender des Ausschusses zur Kontrolle der Ausgaben des Kriegsministeriums. Bei den Wahlen des Jahres 1866 unterlag er seinem Parteikollegen Richard D. Hubbard. Seit 1869 bis zu seinem Tod im Jahr 1872 leitete Deming die Bundesfinanzbehörde in Hartford.